# Killer Barbies
Killer Barbies, también escrito como The Killer Barbies y Killer Barbys, es una banda de punk rock fundada por Silvia Superstar y Billy King en la ciudad de Vigo en 1994. 

## Trayectoria
La banda fue formada por Silvia Superstar (antigua cantante de Aerolíneas Federales) y Billy King (antiguo batería de Los Cafres) en 1994, con grupos punk como los Ramones, Misfits y Sex Pistols como principales influencias. En 1995 publicaron su primer álbum, Dressed to Kiss, en el sello independiente Toxic Records. Su título y portada eran un homenaje al álbum Dressed to Kill del grupo estadounidense Kiss, y tuvo éxito comercial, vendiendo más diez mil copias en España. El año siguiente protagonizaron la película Killer Barbys, de Jesús Franco, y publicaron su segundo álbum ...Only for Freaks!. En 1998 se edita su tercer disco, Big Muff, y en 2000 el álbum de regrabaciones Bad Taste con el sello alemán Drakkar, orientado al mercado internacional.
El sencillo "Mars", contenido en Bad Taste, obtuvo un gran éxito en Alemania, lo que les llevó a publicar una versión de "Downtown" de Petula Clark con Drakkar, y a girar por el país como teloneros de Die Toten Hosen e Iggy Pop. En ese año también visitan Japón, y publican una reedición de Bad Taste orientada al mercado asiático.
En los años siguientes, la banda publicó Sin Is In (2003) y protagonizó la película Killer Barbys vs. Dracula, dirigida de nuevo por Jesús Franco. En 2004 lanzaron el álbum en directo Freakshow, pero en 2006 anunciaron su separación. En 2020, con motivo de su veinticinco aniversario, regresaron a la escena musical con el lanzamiento del álbum Vive le punk!.
En 2025 se publica la primera biografía oficial del grupo, titulada Voy a matarte esta noche: la ruidosa y acelerada historia de Killer Barbies, escrita por Luis León Luri y con prólogo de Mario Vaquerizo. El lanzamiento del libro coincidió con la publicación de su octavo álbum de estudio, El pop se autodestruirá en 4,3,2,1..., reafirmando la continuidad de la banda dentro de la escena musical española.

## Discografía

### Álbumes de estudio
- Dressed to Kiss (1995).
- ...Only for Freaks (1996).
- Big Muff (1998).
- Sin Is In (2003).
- Vive le punk! (2020).
- El pop se autodestruirá en 4, 3, 2, 1 (2024).

### Compilaciones
- Fucking Cool (álbum de remezclas) (1999).
- Bad Taste (2000).
- Freakshow (álbum en directo) (2004).
- Caixa 2CD: Bad Taste; Sin is in (2006).

### EP y sencillos
- I wanna live in Tromaville (1994).
- Elvis live!! (1994).
- Comic books (1995).
- Love killer (1996).
- Attack of the Killer Barbies (1997).
- Crazy (1998).
- Mars (2000).
- Downtown (2000).

### Bandas sonoras y álbumes colectivos
- "Xabarín contra o Doutor No" (A cantar con Xabarín, 1995, TVG).
- "Spiderman" (A cantar con Xabarín. Volumen III e IV, 1996, TVG).
- Freaktown - B.S.O. The Killer Barbies (1996, Subterfuge Records).
- Intoxicación (1999, Toxic Records).
- "Downtown" (Doppel Pack, 2000).
- B.S.O. de Gente Pez (2001, Pías Recordings).
- "These Boots Are Made for Walking" (Zapping, 2001, Blanco y Negro).
- "Bajo mi piel" (Marea de música, 2003, BOA Recordings).
- "A Thing about You" (A Tribute to Tom Petty, 2005, Free Pop Records).

## Filmografía
- Killer Barbys (Jesús Franco, 1996)
- Killer Barbys vs. Dracula (Jesús Franco, 2002)